# 杉咲花
杉咲花（日语：／ Sugisaki Hana，1997年10月2日—），日本女演員，出身東京都，經紀公司為研音。「杉咲花」為藝名，原藝名為梶浦花，童星時期曾是星塵傳播藝人。

## 經歷
杉咲花原為星塵傳播經紀公司童星，藝名為梶浦花，曾演出電視劇和廣告；中學時想成為演員，因欣賞志田未來，故參加了志田所屬經紀公司研音的甄選會。2011年4月，成為研音旗下的藝人，並更改藝名為杉咲花。同年演出的連續劇《唐吉訶德》為改名後的第一部戲劇作品。
2013年，飾演《夜行觀覽車》劇中主角鈴木京香的女兒，詮釋因受欺負而患上心病的家庭內施暴角色，表現獲得好評；其後陸續演出多部戲劇。翌年，杉咲被知名雜誌《日經Trendy》評選為「2015年日本之顏」，成為備受關注的新進演員。於2015年上映的電影《廁所的聖殤》中，歷經一年試鏡，至第五輪在導演的要求下對男主角野田洋次郎發揮即興演技而獲得角色，片中與野田的對手戲博得好評，獲得TAMA電影獎、橫濱電影節、大阪電影節等電影獎的最佳新人獎。杉咲稱此部電影對自己有著重要影響，曾在訪談節目中表示「殺青後一個月仍走不出角色」。
2016年，尚19歲的杉咲花與宮澤理惠在中野量太首次執導的商業電影《滚烫的爱》中飾演母女，出色的演技獲得該年度多個大獎肯定，包括日本電影金像獎最佳女配角和最佳新人獎、報知電影獎最佳女配角、日本電影旬報獎最佳女配角、東京體育電影大獎最佳新人獎和藍絲帶獎最佳女配角，為同世代獲獎數最多的年輕演員。
2018年，初次主演連續劇《花過天晴～花樣男子 Next Season～》。
2019年10月，NHK宣布由杉咲花主演NHK晨間劇《小女侍》。此劇為未透過徵選而直接邀約，製作人表示選擇杉咲的理由為「演技好，為魅力及力量兼具的稀有年輕女演員」。同年11月，公布杉咲參演個人第一部舞台劇《櫻之園》，後因新冠疫情而全數取消。
2021年，杉咲花主演《不良少年與白手杖女孩》，饰演盲校学生。
2023年，以其主演的電影《市子》獲得每日電影獎最佳女主角獎。

## 人物
- 母親是歌手Chie Kajiura（日语：チエ・カジウラ）。杉咲花原藝名「梶浦」即是取自母親的姓氏Kajiura（自小即為單親家庭）。「花」字為母親取的本名[10]。
- 性格溫柔貼心笑點極低，在拍戲現場受歡迎，會將每一位工作人員的名字一一記下，殺青後亦會向劇組每個人私下逐一寫親筆信或親手做卡片相簿給對方[11][12][13]。
- 在節目中表示國中、高中皆是田徑選手。運動神經佳。會彈吉他。
- 連「出門」前五分鐘、及再之前的五分鐘都會設置鬧鐘提醒自己，衣服也會按顏色深淺排列好。
- 拍攝2018年初次主演的連續劇《花過天晴～花樣男子 Next Season～》時，將原著漫畫的人物畫格剪下，貼在每一集相對應的劇本台詞上[14]。共演者表示杉咲拍戲極少NG。
- 與黑島結菜、高畑充希、小松菜奈、橋本愛、今田美櫻等人有私交。
- 童星時期與北村匠海因同屬星塵經紀公司而熟識。

## 戲劇作品
- 註：粗體字表「主演」

### 電視劇
- 櫻桃小丸子（2007年4月19日－2008年2月28日，富士電視台）：飾演 城崎姬子
- 佐佐木之戰 第2集（2008年1月27日，TBS）：飾演 佐佐木律子（兒童時期）
- 粉紅系男孩 第3集（2009年8月15日，富士電視台）：飾演
- 唐吉訶德 第7集（2011年8月27日，日本電視台）：飾演 高澤里奈
- 櫻蘭高校男公關部 第7集－第11集（2011年7月22日－9月30日，TBS）：飾演 伽名月麗子
- 妖怪人間貝姆（2011年10月22日－12月24日，日本電視台）：飾演 夏目優以
- 工作大未來—從13歲開始迎向世界 第2集（2012年1月13日－3月9日，朝日電視台）：飾演 佐伯千里
- 家族之歌（2012年4月15日－6月3日，富士電視台）：飾演
- 黑之女教師（2012年7月20日－9月21日，TBS）：飾演 野間薫
- Resident～五人實習醫生（日语：レジデント〜5人の研修醫） 第4集（2012年10月18日－12月20日，TBS）：飾演
- 夜行觀覽車（2013年1月18日－3月22日，TBS）：飾演 遠藤彩花[15][16]
- Neo Ultra Q（日语：Neo Ultra Q） 第12集（2013年3月30日，WOWOW）：飾演
- 無名毒 第6集起（2013年8月12日－9月16日，TBS）：飾演 古屋美知香
- こうのとりのゆりかご〜「赤ちゃんポスト」の6年間と救われた92の命の未来〜（2013年11月25日，TBS）：飾演 安田舞衣
- 緊急審訊室（2014年1月9日－3月13日，朝日電視台）：飾演 真壁奈央
- 謎之轉校生（2014年1月31日－3月28日，東京電視台）：飾演 九條明日香
- 捜査一課・澤村慶司搜查一課・澤村慶司2 執着（日语：捜査一課・澤村慶司）（2014年3月7日，富士電視台）
- MOZU：飾演 
  - MOZU Season1〜百舌吶喊的夜晚〜 第4集（2014年5月1日，TBS / WOWOW）
  - MOZU Season2〜幻之翼〜（2014年6月22日－7月20日，WOWOW / TBS）
- 死神君 第3集（2014年5月2日，朝日電視台）：飾演 西園寺瞳
- 事件救命醫～IMAT的奇蹟（日语：事件救命医〜IMATの奇跡〜）（2014年6月15日，朝日電視台）：飾演 橘亜紀
- 學校的階梯（2015年1月10日－3月14日，日本電視台）：飾演 香田美森
- 終戰70週年 紀實特別劇「私の街も戦場だった」（2015年3月9日，TBS）
- 朝日電視台 新人編劇創作大獎「化石の微笑み」（2015年3月29日，朝日電視台）：飾演 中村彩美
- NHK晨間劇
  - 大姐當家（2016年4月4日－10月1日，NHK）：飾演 小橋美子→南美子
  - 小女侍（2020年，NHK）：飾演 竹井千代
- MONTAGE三億元事件奇譚（日语：モンタージュ (漫画)#テレビドラマ）（2016年6月25、26日，富士電視台）：飾演 中野夏美
- 反轉 第10集（2017年6月16日，TBS）：飾演 遠藤彩花（客串）
- 毛骨悚然撞鬼經驗 夏之特別篇2017「影女」（2017年8月19日，富士電視台）：飾演 河村佳奈子
- 刑警弓神 第1集（2017年10月12日，富士電視台）：飾演 坂木望
- 花過天晴～花樣男子 Next Season～（2018年4月17日，富士電視台）：飾演 江戶川音
- 大河劇 韋駄天～東京奧運故事～（2019年，NHK）：飾演  / 小松陸
- （2019年1月17日，朝日電視台）：飾演 的場中
- 世界奇妙物語 2019秋之特別篇（日语：世にも奇妙な物語 秋の特別編 (2019年)）「鍋蓋」（2019年11月9日，富士電視台）：飾演 古川直美
- 不良少年與白手杖女孩（2021年10月6日－12月15日，日本電視台）：飾演 赤座雪子
- Prism（2022年7月12日－9月13日，NHK）：飾演 前島皐月
- 杉咲花的攝休（2023年2月10日－3月17日，WOWOW）：飾演 杉咲花（本人）
- Unmet－某腦外科醫的日記－（2024年4月15日－6月24日，關西電視台・富士電視台）：飾演 川内雅
- 海中沉睡的鑽石（2024年10月20日－，TBS）：飾演 朝子

### 電影
- 吉祥天女（2007年6月30日，culture publishers）
- YOSHIMOTO DIRECTOR'S 100 〜100人が映画撮りました〜「Whisper〜だから彼女はささやいた〜」（2008年5月17日，吉本興業）：飾演 舟（小學時代）
- 櫻蘭高校男公關部 電影版（2012年3月17日）：飾演 伽名月麗子
- 妖怪人間貝姆 電影版（2012年12月15日）：飾演 夏目優以
- 柑橘醬夫人的異常之謎（日语：マダム・マーマレードの異常な謎）（東京電視台）：飾演 佐智子
  - 出題篇（2013年10月25日）
  - 解答篇（2013年11月22日）
- In the Hero（日语：イン・ザ・ヒーロー）（2014年9月6日，東映）：飾演 元村步
- 裁縫師的美麗人生（日语：繕い裁つ人）（2015年1月31日）：飾演 小雪
- 廁所的聖殤（日语：トイレのピエタ#映画）（2015年6月6日，松竹媒體事業部）：飾演 宮田真衣
- 積愛之人（日语：愛を積むひと）（2015年6月20日，アスミック・エース、松竹）：飾演 紗英
- アリのままでいたい（2015年7月11日，東映）：配音
- MOZU 電影版（2015年11月7日，東寶）：飾演 大杉めぐみ
- Scanner讀取記憶碎片的男人（日语：スキャナー 記憶のカケラをよむ男）（2016年4月29日，東映）：飾演 秋山亞美
- 滚烫的爱（2016年10月29日，The Klock Worx）：飾演 幸野安澄
- 無限之住人（2017年4月29日，華納兄弟）：飾演 淺野凜
- BLEACH（2018年7月20日，華納兄弟）：飾演 朽木露琪亞
- 完美世界（日语：パーフェクトワールド (有賀リエの漫画)）（2018年10月5日，松竹）：主演 川奈つぐみ（與岩田剛典雙主演）
- 十年日本《DATA》篇（2018年11月3日，フリーストーン）：主演 舞花（單篇主演）[17]
- 十二個想死的少年（2019年1月25日，華納兄弟）－七號 安理
- 樂園（日语：楽園 (2019年の映画)）（2019年10月18日，角川）：飾演 湯川紡[18]
- 彌生，三月-愛著你的30年-（日语：弥生、三月-君を愛した30年-）（2020年3月20日，東寶）：飾演 渡邊サクラ[19]
- 青澀的傷痛與脆弱（日语：青くて痛くて脆い#映画）（2020年8月28日，東寶）：主演 秋好壽乃（與吉澤亮雙主演）
- 妖怪大戰爭 Guardians（2021年8月13日，東寶、角川）：飾演 狐面女
- 99.9-刑事専門弁護士-THE MOVIE（2021年12月30日，松竹）：飾演 河野穗乃果
- 女王偵訊室 THE FINAL（2023年6月16日予定，東寶）：飾演 真壁奈央
- 大名倒產（2023年6月23日，松竹）：飾演 さよ
- 法庭遊戲（2023年11月10日，東映）：飾演 織本美鈴
- 市子（日语：市子）（2023年12月8日，ハピネットファントム・スタジオ）：飾演 川辺市子
- 52赫茲的鯨魚們（2024年3月1日，GAGA）：飾演 三島貴瑚
- 不朽之櫻（日语：朽ちないサクラ）（2024年6月21日，カルチュア・パブリッシャーズ）：飾演 森口泉
- 單思的世界（2025年4月4日，東京テアトル·リトルモア）：飾演 片石優花

### 動畫電影
- 回憶中的瑪妮（2014年9月6日，東映）：聲演 彩香[20]
- 瑪麗與魔女之花（2017年7月8日，東寶）：聲演 瑪麗（主角）[21]
- 言語如汽水般湧現（2021年7月22日，松竹）：聲演 微笑
- 我們的黎明（2022年10月，GAGA、愛貝克思影業）：聲演 澤渡悠真（主角）[22]
- 閣樓的拉傑（2023年12月15日，東寶）：聲演 極光[23]

### 舞台劇
- 櫻之園（2020年4月4日 - 4月29日，澀谷Bunkamura）：飾演 アーニャ（因新冠疫情全數取消）

### 微電影
- Tiffany & Co.《結婚しよう!》（2017年11月21日）：與成田凌[24]

## 廣播主持
- 杉咲花のFlower TOKYO（2018年10月7日 - 2021年9月25日）TOKYO FM

## 廣告代言
- 池田銀行（2006年）
- 萬代 光之美少女（2006年）
- Panasonic 冷蔵庫コンパクトBIG（2006年）
- ケンタッキー（2006年）
- 三菱地所 新丸ビル（2007年）
- 索尼 BRAVIA（2007年）
- はごろもフーズ スパゲッティグラタン（2007年 - 2008年）
- トヨタ紡織 企業（2008年 - 2011年）
- 味之素「Cook Do」（2011年 - 2017年）
  - 「麻婆茄子用」 / 「回鍋肉用」（2011年7月28日 - ）[25]
  - 「麻婆茄子用」 / 「豚肉ともやしの香味炒め用」（2012年4月13日 - ）[26]
  - 「ほんだしⓇ」《うちのみそ汁がいちばんうまい篇》（2018年5月10日 - ）
- KDDI au（2014年5月 - 2015年5月）[27]
- 広島ガス（2015年3月 - ）
- Wright Flyer Studios「消滅都市」（2015年11月 - ）[28]
- 中日新聞、東京新聞（2017年）
- SUNTORY CRAFT BOSS（2017年 - ）
  - 「新しい風、いいコンビ」篇（2017年3月）
  - 「新しい風、誰もいない」篇（2017年4月）
  - 「新しい風、誰と組む」篇（2018年4月）
  - 「新しい風、新CEO」篇（2018年6月）
- SoftBank（2017年9月 - ）[29]
- 花王Biore「ピュアスキンクレンズ」（2018年9月16日 - ）

## 電視節目
- 閒聊007（2015年2月2日，NTV）
  - 閒聊007（2016年10月31日，NTV）：與宮澤理惠[30]
  - 閒聊007（2018年7月16日，NTV）
- 灑落主義（日语：おしゃれイズム）（2017年7月9日，NTV）
- A-Studio（日语：A-Studio）（2018年4月13日，TBS）

## MV
- FAKE?《JUST LIKE BILLY》（2004年11月25日）
- KOTOKO《きれいな旋律》（2007年3月7日）
- PLASTIC LOVE（日语：PLASTIC LOVE）《True True Love》（2008年8月27日）
- 家入里歐《miss you》（2015年2月11日）[31]
- 2《FALL FALL FALL》（2018年9月2日）

## 出版品
- 寫真集《ユートピア》（2018年3月24日，攝影：熊谷直子）
- 專欄連載《裝苑》雜誌〈蜜の音〉，文字、攝影（2016年11月號 - ）

## 獎項
- 2015年度
  - 第7回TAMA電影獎（日语：TAMA CINEMA FORUM）最優秀新進女優賞（《廁所的聖殤（日语：トイレのピエタ#映画）》、《積愛之人（日语：愛を積むひと）》《裁縫師的美麗人生（日语：繕い裁つ人）》）[32]
  - 第37回橫濱電影節最優秀新人賞（《廁所的聖殤（日语：トイレのピエタ#映画）》、《積愛之人（日语：愛を積むひと）》）[33]
  - 夕張國際奇幻影展（日语：ゆうばり国際ファンタスティック映画祭）2016新浪潮獎女優部門（《廁所的聖殤（日语：トイレのピエタ#映画）》）[34]
  - 大阪電影節2016新人女優賞（《積愛之人（日语：愛を積むひと）》、《廁所的聖殤（日语：トイレのピエタ#映画）》）[35]
- 2016年度
  - 第38回橫濱電影節助演女優賞(《幸福湯屋》)
  - 第41回報知電影獎助演女優賞（《滚烫的爱》）[36]
  - 藍絲帶獎助演女優賞（《滚烫的爱》）[37]
  - 第90回電影旬報獎助演女優賞（《滚烫的爱》）[38]
  - 大阪電影節2017助演女優賞（《滚烫的爱》）[39]
  - 第26回東京體育電影大獎（日语：東京スポーツ映画大賞）新人賞（《滚烫的爱》）[40]
  - 第40回日本電影學院獎最優秀助演女優賞（《滚烫的爱》）[41]
  - 第40回日本電影學院獎新人俳優賞（《滚烫的爱》）
  - 第26回日本電影影評人大獎助演女優賞（《滚烫的爱》）
- 2018年度
  - 黃金飛翔獎（日语：エランドール賞）新人賞[42]
- 2021年度
  - 第30回橋田獎新人賞（《小女侍》、《不良少年與白手杖女孩》）
- 2023年度
  - 第78回每日電影獎女優主演賞（《市子（日语：市子）》）
- 2024年度
  - 第120回日劇學院賞主演女優賞《Unmet－某腦外科醫的日記－》
  - 《GQ》Men of the year 2024：最佳演員
  - 第46回橫濱電影節主演女優賞（《市子》、《不朽之櫻（日语：朽ちないサクラ）》、《52赫茲的鯨魚們》）

## 外部連結
- 官方網站 （页面存档备份，存于）（日語）
- 經紀公司個人介紹頁 （页面存档备份，存于）（日語）